# Owain Doull
Owain Doull (Cardiff, 2 maggio 1993) è un ciclista su strada e pistard britannico che corre per il team EF Education-EasyPost.
Nel 2016 ha vinto la medaglia d'oro nell'inseguimento a squadre ai Giochi olimpici di Rio de Janeiro; su strada è invece giunto terzo al Tour of Britain 2015, vincendo la classifica a punti, e secondo alla Kuurne-Bruxelles-Kuurne 2019.

## Palmarès

### Pista
- 2011 (Juniors)

Campionati europei Juniores e U23, Inseguimento a squadre Juniors (con Jonathan Dibben, Joshua Papworth e Samuel Lowe)
Campionati britannici, Corsa a punti Juniors
- 2012

Campionati britannici, Inseguimento individuale
- 2013

Campionati europei, Inseguimento a squadre (con Steven Burke, Ed Clancy e Andrew Tennant)
1ª prova Coppa del mondo 2013-2014, Inseguimento a squadre (Manchester, con Steven Burke, Ed Clancy e Andrew Tennant)
2ª prova Coppa del mondo 2013-2014, Scratch (Aguascalientes)
- 2014

Campionati europei, Inseguimento a squadre (con Ed Clancy, Jonathan Dibben e Andrew Tennant)
2ª prova Coppa del mondo 2014-2015, Inseguimento a squadre (Londra, con Steven Burke, Mark Christian e Andrew Tennant)
2ª prova Coppa del mondo 2014-2015, Americana (Londra, con Mark Christian)
- 2015

Derby Revolution Series, Inseguimento a squadre (con Steven Burke, Jonathan Dibben e Bradley Wiggins)
Campionati europei, Inseguimento a squadre (con Jonathan Dibben, Andrew Tennant, Bradley Wiggins, Steven Burke e Matthew Gibson)
- 2016

Giochi olimpici, Inseguimento a squadre (con Steven Burke, Ed Clancy e Bradley Wiggins)

### Strada
- 2014 (An Post-ChainReaction, due vittorie)

3ª tappa Triptyque des Monts et Châteaux (Castello di Belœil > Tournai)
Classifica generale Triptyque des Monts et Châteaux
- 2015 (Team Wiggins, tre vittorie)

Campionati britannici, Prova in linea Under-23
3ª tappa Flèche du Sud (Echternach > Clervaux)
4ª tappa Flèche du Sud (Mondorf-les-Bains > Redange)
- 2019 (Team Sky, una vittoria)

3ª tappa Herald Sun Tour (Sale > Warragul)
- 2020 (Team Ineos/Ineos Grenadiers, una vittoria)

4ª tappa Tour de la Provence (Avignone > Aix-en-Provence)

#### Altri successi
- 2013 (Nazionale britannica)

Classifica a punti An Post Rás
- 2015 (Team Wiggins)

Classifica a punti Triptyque des Monts et Châteaux
Classifica a punti Flèche du Sud
Classifica a punti Tour of Britain
Classifica supercombattivo Tour of Britain
- 2017 (Team Sky)

Classifica finale Hammers Sportzone Limburg
- 2021 (Ineos Grenadiers)

3ª tappa Tour of Britain (Llandeilo > National Botanic Garden of Wales, cronosquadre)

## Piazzamenti

### Grandi Giri
- Giro d'Italia

2022: ritirato (7ª tappa)
2025: 110º
- Tour de France

2022: 89º
- Vuelta a España

2019: 71º

### Classiche monumento
- Milano-Sanremo

2019: 115º
2022: 36º
- Giro delle Fiandre

2017: 108º
2019: 83º
2020: 101º
2021: ritirato
2023: 33º
2024: 29°
2025: 30º
- Parigi-Roubaix

2017: fuori tempo massimo
2018: 49º
2019: 95º
2021: ritirato
2022: 52º
2023: 59º
2024: 107º
2025: 64º

### Competizioni mondiali
- Campionati del mondo su pista

Montichiari 2010 - Inseg. a squadre Juniors: 2º
Minsk 2013 - Scratch: 5º
Minsk 2013 - Americana: 11º
Cali 2014 - Inseguimento a squadre: 8º
Cali 2014 - Inseguimento individuale: 15º
Cali 2014 - Americana: 15º
St-Quentin-en-Yvelines 2015 - Inseg. a squadre: 2º
St-Quentin-en-Yvelines 2015 - Americana: 8º
Londra 2016 - Inseguimento a squadre: 2º
Londra 2016 - Inseguimento individuale: 4º
- Campionati del mondo su strada

Copenhagen 2011 - In linea Juniores: 24º
Copenaghen 2011 - Cronometro Juniores: 30º
Toscana 2013 - In linea Under-23: ritirato
Ponferrada 2014 - In linea Under-23: 19º
Richmond 2015 - Cronometro Under-23: 5º
Richmond 2015 - In linea Under-23: 92º
Bergen 2017 - Cronosquadre: 3º
Bergen 2017 - In linea Elite: ritirato
Innsbruck 2018 - Cronosquadre: 4º
Yorkshire 2019 - In linea Elite: ritirato
Glasgow 2023 - In linea Elite: 18°
- Giochi olimpici

Rio de Janeiro 2016 - Inseguimento a squadre: vincitore

### Competizioni europee
- Campionati europei su pista

Anadia 2011 - Inseguimento a squadre Juniors: vincitore
Anadia 2011 - Inseguimento individuale Juniors: 2º
Anadia 2011 - Omnium Juniors: 3º
Anadia 2013 - Inseguimento individuale Under-23: 7º
Anadia 2013 - Scratch Under-23: 7º
Anadia 2013 - Americana Under-23: 5º
Apeldoorn 2013 - Inseguimento a squadre: vincitore
Baie-Mahault 2014 - Inseguimento a squadre: vincitore
Baie-Mahault 2014 - Americana: 7º
Grenchen 2015 - Inseguimento a squadre: vincitore
- Campionati europei su strada

Glasgow 2018 - In linea Elite: ritirato